# Linea Søgaard-Lidell
Linea Søgaard-Lidell (nascida em 30 de março de 1987) é uma política dinamarquesa.

## Carreira política
Ela concorreu às eleições de 2019 para o Parlamento Europeu na Dinamarca. Ela ficou colocada em 4.º lugar na lista do partido Venstre e obteve 24.153 votos pessoais e, portanto, não foi eleita imediatamente, mas garantiu uma cadeira entre as cadeiras britânicas que foram redistribuídas após o Reino Unido deixar a União Europeia. Ela ocupou o seu assento no Parlamento Europeu após o Brexit. Ela faz parte do grupo Renovar a Europa no Parlamento Europeu.